# Rybovské sedlo
Rybovské sedlo (też: sedlo Krížnej; 1317 m) – odcinek grzbietu tuż na wschód od szczytu Krížnej w grupie górskiej Wielkiej Fatry w Karpatach Zachodnich na Słowacji. Nazwa, wprowadzona sztucznie, dotyczy nikłego siodełka pomiędzy kopułą szczytową Krížnej a nieznaczną wypukłością w jej wschodnim grzbiecie, biegnącym ku przełęczy Veľký Šturec. Pochodzi od nazwy położonej w dole, na południowy wschód, osady Rybie (dawniej: Rybô), należącej do wsi Staré Hory. Ma znaczenie dla turystów, gdyż tu znajduje się węzeł znakowanych szlaków turystycznych.

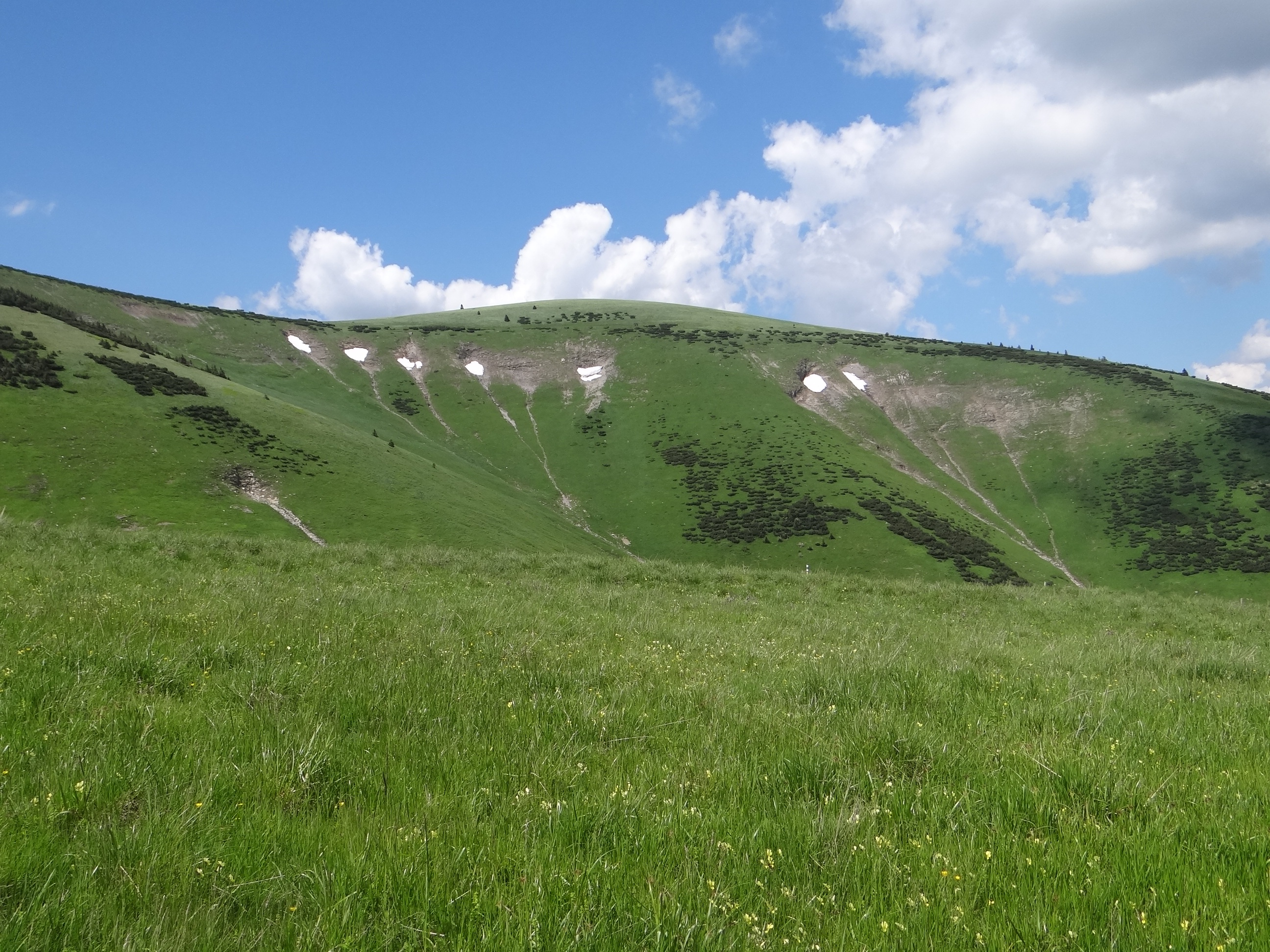
Rejon przełęczy

## Szlaki turystyczne
odcinek Cesty hrdinov SNP: Donovaly – Zvolen – sedlo Prípor – Motyčská hoľa – Veľký Šturec – Šturec – Vychodné Prašnické sedlo – Veterný vrch – Repište – Krížna. Suma podejść 1432 m, odległość 16,3 km, czas przejścia 6,10 h, ↓ 5,35 h.
  Vyšné Revúce –  leśniczówka Hajabačka – Rybovské sedlo. Suma podejść 675 m, odległość 8,2 km, czas przejścia 2,40 h, ↓ 2,10 h.